# Liste der Bodendenkmäler in Großhabersdorf
Auf dieser Seite sind die Bodendenkmäler in der mittelfränkischen Gemeinde Großhabersdorf zusammengestellt. Diese Tabelle ist eine Teilliste der Liste der Bodendenkmäler in Bayern. Grundlage ist die Bayerische Denkmalliste, die auf Basis des Bayerischen Denkmalschutzgesetzes vom 1. Oktober 1973 erstmals erstellt wurde und seither durch das Bayerische Landesamt für Denkmalpflege geführt wird. Die folgenden Angaben ersetzen nicht die rechtsverbindliche Auskunft der Denkmalschutzbehörde.

## Bodendenkmäler in Großhabersdorf
| Lage       | Objekt                                                                                 | Akten-Nr.     | Bild |
| ---------- | -------------------------------------------------------------------------------------- | ------------- | ---- |
| (Standort) | Bestattungsplatz mit Grabhügeln vorgeschichtlicher Zeitstellung.                       | D-5-6530-0002 |      |
| (Standort) | Begräbnisplatz vorgeschichtlicher Zeitstellung mit Bestattungen der Urnenfelderzeit    | D-5-6530-0025 |      |
| (Standort) | Grabenanlagen und Siedlung vor- und frühgeschichtlicher oder mittelalterlicher Zeit    | D-5-6530-0029 |      |
| (Standort) | Freilandstation des Mesolithikums.                                                     | D-5-6530-0057 |      |
| (Standort) | Mittelalterliche und frühneuzeitliche Befunde im Bereich der Evang.-Luth. Pfarrkirche  | D-5-6530-0096 |      |
| (Standort) | Mittelalterliche und frühneuzeitliche Befunde im Bereich der Evang.-Luth. Filialkirche | D-5-6530-0100 |      |
| (Standort) | Mittelalterliche und frühneuzeitliche Befunde im Bereich der Evang.-Luth. Pfarrkirche  | D-5-6530-0101 |      |
| (Standort) | Mittelalterliche und frühneuzeitliche Befunde im Bereich der Evang.-Luth. Pfarrkirche  | D-5-6530-0104 |      |
| (Standort) | Bestattungsplatz vorgeschichtlicher Zeitstellung mit Grabhügeln.                       | D-5-6530-0160 |      |
| (Standort) | Bestattungsplatz mit Grabhügel vorgeschichtlicher Zeitstellung.                        | D-5-6630-0001 |      |
| (Standort) | Bestattungsplatz mit Grabhügeln vorgeschichtlicher Zeitstellung.                       | D-5-6630-0002 |      |
| (Standort) | Freilandstation des Mesolithikums. Regierungsbezirk Mittelfranken                      | D-5-6630-0003 |      |